# How Can I Keep from Singing?
A How Can I Keep from Singing? Enya ír dalszerző és énekesnő második kislemeze harmadik, Shepherd Moons című albumáról. 1991-ben jelent meg.
A dalt Robert Wadsworth Lowry amerikai baptista tiszteletes írta 1860-ban; gyakran tévesen kvéker dalnak tartják. Pete Seeger folkénekes tette népszerűvé az 1960-as években; az ő verzióját (mely szövegében eltér az eredetitől) dolgozta fel Enya 1990-ben.

## Változatok
A kislemez különböző kiadásai.
CD maxi kislemez (Németország, Tajvan)
12" maxi kislemez (Egyesült Királyság)
1. How Can I Keep from Singing?
2. Oíche chiúin
3. 'S Fagaim mo Bhaile

Mini CD (Japán)
7" kislemez (Egyesült Királyság, Németország)
Kazetta (Egyesült Királyság)
1. How Can I Keep from Singing?
2. Oíche chiúin

## Helyezések
| Slágerlista (1991)     | Legmagasabb helyezés |
| ---------------------- | -------------------- |
| Ausztrál kislemezlista | 47                   |
| Brit kislemezlista     | 32                   |
| Svéd kislemezlista     | 29                   |